# 금발 소녀의 사랑
《금발 소녀의 사랑》(체코어: Lásky jedné plavovlásky)은 1965년 개봉한 코미디 영화이다. 밀로스 포만이 감독과 공동각본을 맡았다.

## 출연
- 하나 브레쵸바
- 블라드미르 푸촐트
- 블라드미르 맨시크

## 기타
- 미술: 카렐 세니